# Septoria sisyrinchii
Septoria sisyrinchii är en svampart som beskrevs av Speg. 1898. Septoria sisyrinchii ingår i släktet Septoria och familjen Mycosphaerellaceae.   Inga underarter finns listade i Catalogue of Life.